# Vingt poèmes d'amour et une chanson désespérée
Vingt poèmes d'amour et une chanson désespérée, espagnol : Veinte poemas de amor y una canción desesperada, est un recueil de poésie du poète chilien Pablo Neruda, une de ses principales œuvres. Publiées en 1924, le recueil fait connaître l'auteur alors qu'il n'a que 19 ans et est l'une des œuvres littéraires les plus reconnues du XXe siècle en langue espagnole.
Veinte poemas fut controversés pour son érotisme, particulièrement du fait du jeune âge de l'auteur. Au fil des années, Veinte poemas est devenu l’œuvre la plus connue de Pablo Neruda et fut vendu à des millions d'exemplaires.

## Traductions françaises
- Vingt poèmes d'amour et une chanson désespérée, traduit et adapté de l'espagnol par André Bonhomme et Jean Marcenac, Paris, Éditeurs français réunis, coll. « Petite sirène », 1970 (notice BnF no FRBNF35207532)
- Réédition, Paris, Temps actuels, coll. « Petite sirène », 1981  (ISBN 2-201-01404-3)
- Réédition dans une nouvelle traduction par Christian Rinderknecht avec Les Vers du capitaine, Paris, Gallimard, coll. « Poésie » no 320, 1998  (ISBN 2-07-040421-8)